# Sequel to the Prequel
Sequel to the Prequel è il terzo album discografico in studio della band rock inglese Babyshambles, pubblicato nel settembre 2013.

## Tracce
1. Fireman – 1:42
2. Nothing Comes to Nothing – 3:12
3. New Pair – 3:07
4. Farmer's Daughter – 5:06
5. Fall from Grace – 4:22
6. Maybelline – 3:17
7. Sequel to the Prequel – 2:58
8. Dr.No – 4:32
9. Penguins – 3:47
10. Picture Me in a Hospital – 3:06
11. Seven Shades – 2:59
12. Minefield – 5:13

Deluxe edition bonus disc
1. Cuckoo – 4:26
2. Stranger In My Own Skin – 2:32
3. The Very Last Boy Alive – 2:19
4. After Hours (The Velvet Underground cover) – 3:11
5. Dr. No (Demo) – 3:47

## Formazione
Babyshambles
- Pete Doherty - voce, chitarra, percussioni
- Drew Mcconnell - basso, chitarra acustica, chitarra elettrica, tin whistle, cori
- Adam Falkner - batteria, percussioni
- Mick Whitnall - chitarra elettrica, chitarra acustica

Altri musicisti
- Miki Beavis - viola
- Justin Hayward-Young - cori
- Stephen Large - melodica, organo, piano
- David Lasserson - viola
- Stephen Street - chitarra, percussioni, tamburello